# 樋口尚也
樋口 尚也（ひぐち なおや、1971年4月11日 - ）は、日本の政治家。
衆議院議員（2期）、文部科学大臣政務官（第3次安倍第2次改造内閣）を務めた。

## 経歴
1971年、福岡県に生まれる。
柳川市立柳河小学校、柳川市立柳城中学校、福岡県立伝習館高等学校を経て、創価大学法学部に進学。1994年3月、創価大学法学部を卒業。同年4月、清水建設入社。2012年10月、清水建設関西事業本部営業課長を退職。
2012年12月、第46回衆議院議員総選挙に公明党から比例近畿ブロック（単独3位）で出馬し、初当選を果たした。2014年12月、第47回衆議院議員総選挙に再び公明党から比例近畿ブロック（単独3位）で出馬し、再選される。
2016年8月5日、第3次安倍第2次改造内閣で、文部科学大臣政務官に就任。
第48回衆議院議員総選挙にも比例近畿ブロックでの立候補が予定されていたが2017年10月3日、公明党は樋口の離党と公認辞退を了承したと発表した。樋口は「一身上の都合により公認を辞退し、離党届を提出した。党員、支持者の皆さまに心よりおわびする」とのコメントを出した。

## 政策・主張
- 憲法9条の改正に反対。
- アベノミクスを評価する。
- 原発は日本に必要。
- 首相は靖国神社に参拝すべきでない。
- 村山談話・河野談話を見直すべきでない。
- ヘイトスピーチを法律で規制することに賛成[4]。

## 過去の役職

### 公明党
- 中央幹事
- 青年委員長
- 青年委員会副委員長
- 青年局次長
- 遊説局次長
- 関西方面本部幹事長

### 衆議院
- 国土交通委員会委員
- 予算委員会委員
- 原子力問題調査特別委員会委員
- 農林水産委員会委員
- 議院運営委員会委員
- 災害対策特別委員会委員
- 海賊行為への対処並びに国際テロリズムの防止及び我が国の協力支援活動等に関する特別委員会委員